# 禁止俄羅斯鈾進口法案
《禁止俄羅斯鈾進口法案》（英語：Prohibiting Russian Uranium Imports Act）是美國的一項法律，禁止了美國從俄羅斯進口低濃縮鈾，以減少對俄羅斯核材料的依賴，並打擊俄羅斯政府的收入。該法案於2023年12月在眾議院通過，隨後於2024年4月在參議院通過。該法案於2024年4月30日由拜登總統簽署成為法律。

## 背景
根據美國能源部的數據，美國的90多座商用核反應堆中四分之一的源材料進口自俄羅斯，這些交易估計每年為俄羅斯帶來10億美元的收入。白宮的報告書指出「如果不採取行動，俄羅斯將繼續控制全球鈾市場，從而損害美國的盟友和合作夥伴」，時任國務院發言人馬修·米勒也發布聲明說「俄羅斯持續利用自身的軍工基礎對烏發動戰爭，並破壞國際和美國安全，當中有部分是因為它有鈾出口這筆財源」。
為了響應俄羅斯全面入侵烏克蘭後制裁俄羅斯政府，美國提出《禁止俄羅斯鈾進口法案》，並提出27.2億美元支持國內鈾工業的配套措施，該法案取得兩黨的一致支持，並在2024年8月11日正式生效。同時，該法案允許美國能源部可以在特殊情況下，豁免部份美國公司的進口禁令，以支付已簽訂合約的產品，例如Centrus Energy就取得了2024至2025年度的進口豁免。